# Гаситель
 341410044620005
«Гаси́тель» (до 1926 года — «Царёв») — пожарно-спасательный катер, спущенный на воду в 1903 году. Участвовал в Гражданской войне и Сталинградской битве, в ходе которой был потоплен. Впоследствии катер стал частью памятника волжским речникам.

## Катер
Во время Сталинградской битвы «Гаситель» работал на переправах: под огнём противника катер подвозил вооружение и продовольствие войскам, тушил пожары на других судах и на берегу, эвакуировал раненых и жителей.
8 августа 1942 года «Гаситель» тушил пожар, возникший в результате массированной бомбёжки врагом железнодорожной станции Сарепта. После этого задания в корпусе судна было обнаружено около 3,5 тысяч пробоин. В середине октября 1942 года «Гаситель» затонул.
После войны катер был поднят, отремонтирован и продолжил работу.
В 1966 году корабль был списан и затоплен у левого берега Волги, напротив Волгограда.

## Памятник
В 1974 году работники седьмого экспедиционного отряда судоподъёмных, подводно-технических и аварийно-спасательных работ Министерства речного флота РСФСР подняли затонувший корабль. В 1977 году, во время фестиваля молодежи СССР и ГДР, участники трудовой вахты на «Гасителе» заложили пьедестал под монумент, открытие которого состоялось 6 ноября того же года.
В пойме реки Царица на берегу Волги 6 ноября 1977 года открыт памятник волжским речникам. Композиционно памятник имеет вид бассейна, облицованного гранитными плитами, в центре которого установлен катер «Гаситель». Позади катера (если смотреть от Волги) установлена 13-метровая стела, облицованная бальзамитовыми плитами. Со стороны города в нижней части стелы находится якорь с цепью, наверху стелы расположена звезда.
Надписи на стеле: «Слава речникам и пожарным Волжского бассейна — героям гражданской войны, защитникам Красного Царицына» и «Никогда советский народ не забудет мужественных сынов Волги, прославивших себя в боях за Сталинград».
Автор проекта — народный архитектор СССР В. Е. Масляев.
Мемориал является памятником истории регионального значения.